# Sakhzavod
Sakhzavod - Сахзавод (rus) és un poble (possiólok) de l'óblast de Penza (Rússia). El 2011 tenia 1.842 habitants.